# زهاو يانمينغ
زهاو يانمينغ (بالصينية: 赵燕明) (16 يناير 1981 بتيانجين في الصين - ) هو لاعب كرة قدم صيني في مركز حراسة المرمى. لعب مع نادي تيانجين تيدا وYancheng Luzhiying F.C. ‏ وTianjin Tianhai F.C. ‏.

## وصلات خارجية
- زهاو يانمينغ على موقع قاعدة بيانات كرة القدم.إي يو (الإنجليزية)